# 中国工农红军闽东独立师
中国工农红军闽东独立师，简称闽东独立师或闽东红军，是中国共产党和中国工农红军于第一次国共内战后期在闽东地区建立的师级军事编制单位，由中国共产党闽东临时特别委员会领导。闽东独立师基于在闽东地区各地活动的红军独立团合并成立，在南方三年游击战争结束后改编为国民革命军新四军第三支队第六团，北上参加抗日战争。

## 成立背景

### 中共基层组织的发展
1928年第一次国共合作破裂后，中共福建临时省委派人到闽东地区建立基层组织，1931年8月，中共福州中心市委在闽东各县边区基层共产党组织及政权的基础上建立中共福安中心县委，管辖宁德、福安、霞浦、福鼎、寿宁及霞鼎泰边区（今主要部分在柘荣县）等地的中共基层政权:922。1933年底，国民政府因闽变暂时失去对福建的控制权，获得短暂喘息机会的闽东共产党控制区空前扩大，并于1934年初达到领土最大的时期。1934年2月，闽东苏维埃政府成立，但随即遭到国军强力清剿，与此同时中共福州中心市委书记陈之枢自共产党叛变，中共福安中心县委和连江、罗源一带的组织和上级失联。6月底，福安中心县委和连江县委在福安县柏柱洋村合并为中共闽东临时特委。这一系列事件促成了统一领导闽东各地共产党武装力量的闽东独立师（团）的诞生。

### 前身：闽东游击队武装
1932年9月，中共福安中心县委领导人马立峰、詹如柏等人在福安县兰田村发动武装暴动，消灭了兰田民团并收缴了武器，其后将福建省委巡视员陶铸带来的共产党员改编为闽东工农游击队第一支队，是为中国共产党在闽东建立的第一支成建制武装力量。其后，第三、五、七、九、十一和十三游击支队相继成立，这七支游击队成为中国共产党在闽东的最主要军事力量。
1933年，詹如柏率领的闽东游击队第一支队与成功发动甘棠暴动的第五支队（由任铁锋率领）会合，在霞浦县盐田乡的栖圣寺整编为闽东游击支队，任铁锋任支队队长，叶飞任政委。1934年1月，闽东中共组织发起赛岐暴动成功、第一次攻打霞浦的围城战失败后，游击支队在栖圣寺改编为闽东独立第二团，团长任铁锋，叶飞继续担任政委。在闽东独立第二团成立的同时，以第十三游击支队为主的连江、罗源红军在连江透堡宣告成立闽东独立第十三团，团长魏耿（后归顺国民政府），政委陈祥榕。

## 历史沿革

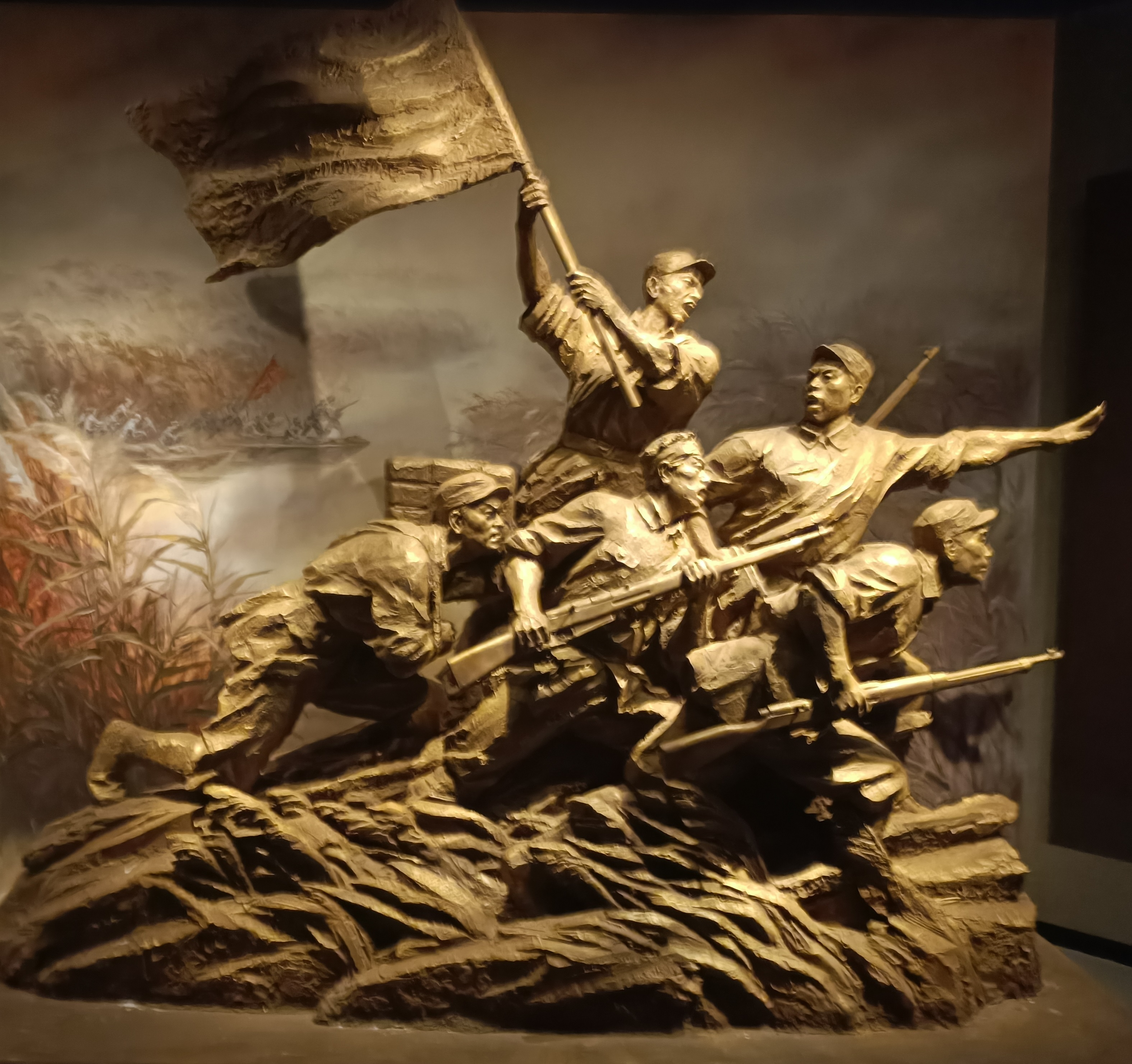
宁德市博物馆展览的闽东红军战士雕塑

### 闽东独立团的扩充与改编
1934年8月，中共派出的“中国工农红军北上抗日先遣队”（中国工农红军第七军团）攻克罗源县城，北上抵达宁德阳谷村（今属赤溪镇），与闽东武装力量会合，闽东独立第二团与先遣队一同攻克福安穆阳，将缴获与筹集的3万现洋和五十多担鸦片交付给先遣队。叶飞考虑到北上抗日先遣队存在枪支多、人员不足的问题，运用此前在闽东苏区打下的群众基础为北上部队增补1000余名人员。在国军第47师的追赶和中共中央特派员曾洪易的压力下，北上先遣队未在有后方根据地的闽东苏区过多停留，北赴寿宁、庆元边区。
先遣队离开后，被闽东特委动员起的1000多名农民没能赶上北上部队，而先遣队在先前的战斗中有100余名伤员（其中不乏团、营、连、排各级中共干部）被迫滞留闽东，先遣队又将攻克罗源缴获的战利品大部分交给了位于连江县的闽东独立第十三团，余下的一百多支枪交给位于福安的独立第二团，在先遣队队长寻淮洲的建议下，叶飞收编了那些愿意加入红军的人员，在宁德桃花溪村支提寺将福安、连江和寿宁三支军队改组为闽东独立师，以福安独立团为红一团，连江独立团为红二团，寿宁独立营为红三团，师长由先遣队留下的军事干部冯品泰担任，副师长赖金彪，政委叶飞。

### 发展、鼎盛与受到打击
闽东独立师成立后，在国民政府将注意力集中在闽西中央苏区、在闽东防守空虚的背景下，独立师借机扩张，红一团北赴宁德第五区（后升格为周墩特種區）边境，攻克宁德石堂、咸村和周墩镇，建立周墩县；红二团则在古田、屏南一带活动，红三团在罗源击溃塔里、上地两村的民团，闽东共产党势力扩大到周墩、寿宁、政和边境一带。
皖南发生懷玉山之戰后，原北上抗日先遣队在此战中覆灭，闽浙赣苏区和闽北苏区相继被国民政府收复；同时，中央红军开始长征，国军在闽西的压力也得以解除。国军优势兵力进驻闽东后，闽东苏区很快遭到打击，1934年10月苏区首府福安县柏柱洋村被国军收复。在此情形下，叶飞、曾志等人在会议上说服了主张“誓死保卫苏区”的詹如柏等领导人，将闽东苏区转变为闽东游击区。
1935年1月，闽东苏区转变为游击区，马立峰率红三团东赴福安地区游击作战，叶飞、冯品泰和赖金彪等独立师主力北趋柘洋、福鼎一带，又因伏击国军遭遇伤亡退往寿宁。寿宁无法立足后，独立师主力试图向福安、宁德边境突围，国军令顾宏扬部拦截，双方在宁德茶岭交战，独立师勉强击退国军艰难撤走，副师长赖金彪为掩护撤退而严重受伤，被国军俘获、押解赛岐途中失血过多而死。3月独立师主力抵达桃花溪获得喘息机会时，仅余下三百余人。与此同时，马立峰、叶秀蕃、詹如柏等红三团主要领导人相继牺牲，红三团亦遭到了严重的打击。

### 南方三年游击战争
1935年3-4月间，国军在消灭闽东主要红军力量后，认为已完成剿共任务，遂退出闽东。4月，独立师师长冯品泰决定叛变向国军投诚，但被部下告发，叶飞遂将其处决。其后，接任师长的叶飞与阮英平、许旺等原闽东临时特委干部联系，得知他们还在福安、霞浦、福鼎一带坚持活动后，开始着手恢复闽东军政力量，叶飞在宁德、古田、屏南留下一支纵队组建宁古屏游击区后，率主力部队返回原苏区。5月，中共闽东特委在寿宁含溪成立，叶飞担任书记，阮英平、范式人、许旺、郑宗玉、陈挺等人为特委常委。
在主力军及叶飞辗转宁德一带时，在霞浦、福鼎、柘洋一带辗转的许旺先后建立了红四团和红五团，郑宗玉亦在福鼎、平阳（今属苍南县）边区拉起鼎平县委和相应游击区；叶飞、阮英平等亦以纵队的形式扩编独立师，独立师的力量在短期内得到恢复，并于闽东特委成立后数月内多次连成一片，并得到了宁古屏、福寿、霞鼎、鼎平四片可作为后方根据地的游击区。
1935年10月，刘英、粟裕领导的红军北上抗日先遣队抵达闽东，在浙南一带成立浙南特委，会师双方决定联合，在闽东和浙南建立中共闽浙边临时省委。同时，由于挺进师剩余不到200人且在浙西南难以立足，闽东独立师抽调第一纵队编入挺进师并改称闽浙独立第一师，剩余部队号称闽东独立第二师；叶飞还将鼎平游击区划归浙南特委管辖。
闽浙边临时省委成立不久，叶飞便因为与刘英产生意见分歧而退出闽浙边临时省委，刘英遂命令粟裕逮捕叶飞和陈挺，是为南阳事件，随后押解叶飞的红军在路上遭到国军袭击，叶飞和陈挺借机逃脱回到闽东根据地。此事件彻底宣告闽浙边临时省委解体。随后，叶飞与闽北特委书记黄道联系，闽东、闽北特委于1936年4月在政和组建中共闽赣省委，闽东独立师名义上改归闽赣省委管辖（由于闽东、闽北独立师控制区不相连，闽东特委和独立师并未实际上接受管辖）。
1936年7月，受中共中央影响，闽东独立师内部开展肃AB团运动，郑宗玉等部分军队指战员和地方干部被错杀。1936年冬，国军正规军再次进入闽东剿共，闽东游击区再遭严重破坏，并失去与上级的联系。1937年6月中共霞鼎县委书记许旺被捕并被处决，霞鼎游击区宣告覆灭。

### 国共合作与改组

闽东独立师北上浮雕，摄于福州大学。

1937年初，闽东特委从报纸上获悉国共合作的消息，派人与福建省政府主席陈仪接触，要求联合抗日。国共双方自1937年8月底在宁德县的霍童文昌阁开展谈判。在前期的谈判中，由于国军保安旅旅长黄苏打算收编闽东独立师为一个保安旅，遭到代表中共方的范式人、阮英平的强烈反对，而中共要求以改编八路军的模式改编红军，谈判数次难以维系。
11月，周恩来派遣中共中央特派员顾玉良赴福建参加谈判，国共双方最终于年底达成合作协议，闽东独立师和各县游击队到宁德石堂（在今宁德市蕉城区虎浿镇文峰村）进行集训，翌年1月，闽东独立师各部共1300余人赴屏南棠口改编为国民革命军新编第四军第三支队六团，叶飞任团长，阮英平任副团长。2月改编完成后，叶飞率领该部队北上皖南，投入抗日战场，部分留守闽东的新四军成员则短暂驻扎于宁德碧山林氏宗祠。
| 成立/改编时间 | 部队番号                     | 成立地点 | 成立时的军事领导人 | 成立时的政委 |
| ------------- | ---------------------------- | -------- | ------------------ | ------------ |
| 1932年9月     | 闽东工农游击队第一支队       | 福安溪潭 | 詹如柏             | 马立峰       |
| 1933年12月    | 中国工农红军闽东游击支队     | 霞浦盐田 | 任铁锋             | 叶飞         |
| 1934年1月     | 中国工农红军闽东独立第二团   | 霞浦盐田 | 任铁锋             | 叶飞         |
| 1934年1月     | 中国工农红军闽东独立第十三团 | 连江透堡 | 魏耿               | 陈祥榕       |
| 1934年9月     | 中国工农红军闽东独立师       | 宁德霍童 | 冯品泰             | 叶飞         |

## 结局与后续
闽东独立师接受改编北上后，闽东仍有因不愿接受改编等缘由留在当地的共产党势力活动，皖南事变前后，国共摩擦愈演愈烈，前后有三任闽东特委书记被国民政府杀死，抗日战争结束后，在闽东的共产党几乎完全失去根据地，闽东特委事实上解散，直到已是华东野战军干部的阮英平南归宁德后才重新组建起闽东共产党游击队和闽东地委。:927
北上抗日的新四军第三支队第六团历经改组，后在新四军、中国人民解放军和中国人民志愿军中参加战役，中华人民共和国烈士杨根思所在的中国人民志愿军第20军第58师以及现今的中国人民解放军陆军合成第五十八旅的前身即为闽东独立师。
以下列出闽东独立师北上后的番号沿革：
| 改编时间   | 军旗                | 中共军队名       | 部队番号         | 参加战役                                                                     |
| ---------- | ------------------- | ---------------- | ---------------- | ---------------------------------------------------------------------------- |
| 1938年1月  |                     | 国民革命军新四军 | 第3支队第6团     | 抗日战争中的国共摩擦战役：郭村保卫战、黄桥战役、苏中反清乡战役、天目山战役   |
| 1939年5月  | 江南抗日义勇军第5路 | 国民革命军新四军 |                  | 抗日战争中的国共摩擦战役：郭村保卫战、黄桥战役、苏中反清乡战役、天目山战役   |
| 1939年11月 | 挺进纵队            | 国民革命军新四军 |                  | 抗日战争中的国共摩擦战役：郭村保卫战、黄桥战役、苏中反清乡战役、天目山战役   |
| 1940年7月  | 苏北指挥部第1纵队   | 国民革命军新四军 |                  | 抗日战争中的国共摩擦战役：郭村保卫战、黄桥战役、苏中反清乡战役、天目山战役   |
| 1941年2月  | 1师1旅              | 国民革命军新四军 |                  | 抗日战争中的国共摩擦战役：郭村保卫战、黄桥战役、苏中反清乡战役、天目山战役   |
| 1944年12月 | 1师教导旅           | 国民革命军新四军 |                  | 抗日战争中的国共摩擦战役：郭村保卫战、黄桥战役、苏中反清乡战役、天目山战役   |
| 1945年4月  | 苏浙军区第4纵队     | 国民革命军新四军 |                  | 抗日战争中的国共摩擦战役：郭村保卫战、黄桥战役、苏中反清乡战役、天目山战役   |
| 1945年11月 | 1纵1旅              | 国民革命军新四军 |                  | 抗日战争中的国共摩擦战役：郭村保卫战、黄桥战役、苏中反清乡战役、天目山战役   |
| 1946年7月  |                     | 中国人民解放军   | 山东野战军1纵1旅 | 第二次国共内战：宿北战役、鲁南战役、莱芜战役、孟良崮战役、豫东战役、淮海战役 |
| 1947年1月  | 华东野战军1纵1师    | 中国人民解放军   |                  | 第二次国共内战：宿北战役、鲁南战役、莱芜战役、孟良崮战役、豫东战役、淮海战役 |
| 1949年2月  | 第20军58师          | 中国人民解放军   |                  | 第二次国共内战：宿北战役、鲁南战役、莱芜战役、孟良崮战役、豫东战役、淮海战役 |
| 1950年10月 | [ 註 2 ]            | 中国人民志愿军   | 第58师           | 朝鲜战争：长津湖战役                                                         |
| 1952年10月 |                     | 中国人民解放军   | 陆军第58师       | 中越战争（1979年）                                                           |
| 1985年9月  | 步兵第58师          | 中国人民解放军   |                  |                                                                              |
| 1998年10月 | 摩托化步兵第58旅    | 中国人民解放军   |                  |                                                                              |
| 2000年10月 | 机械化步兵第58旅    | 中国人民解放军   |                  |                                                                              |
| 2017年4月  | 合成第58旅          | 中国人民解放军   |                  |                                                                              |